# Carmen Nebel
Carmen Nebel (née le 24 juillet 1956 à Grimma) est une animatrice de télévision allemande.

## Biographie
Carmen Nebel étudie de 1975 à 1979 à l'université Humboldt de Berlin la pédagogie, la germanistique et l'anglistique et travaille comme professeur d'allemand et d'anglais. Après avoir remporté un concours en 1979, elle devient speakerine de la Deutscher Fernsehfunk. En 1984, elle cesse l'enseignement et se consacre à la télévision. En 1986, elle devient animatrice.
Après la réunification et la dissolution de la DFF, Carmen Nebel présente des émissions musicales pour Das Erste, la MDR et la NDR. En 1992, elle anime le concours de sélection du représentant de l'Allemagne au Concours Eurovision de la chanson. L'année suivante, elle fait partie du jury allemand du concours. De juin 1994 à décembre 2003, elle anime 46 émissions de Feste der Volksmusik sur ARD.
Avec Eva Maria Pieckert, elle est la tête d'affiche de la tournée allemande de Weihnachtsfest der Volksmusik en 2000 et 2001.
À son arrivée en 2004, la ZDF lui donne sa propre émission de variétés Willkommen bei Carmen Nebel et aussi en 2006 au profit des associations Misereor et Brot für die Welt, et de 2004 à 2011 Alle Jahre wieder – Weihnachten mit dem Bundespräsidenten. Depuis 2012, elle anime Heiligabend mit Carmen Nebel.
En juillet 2007, elle prolonge son contrat avec la ZDF jusqu'en 2010 puis de nouveau de 2010 à 2013 en tant qu'animatrice exclusive. Elle sera animatrice en contrat jusqu'en 2017.
Le 2 novembre 2008, elle anime à Ludwigshafen la première de Hand in Hand en compagnie de célébrités en faveur de l'association allemande contre le cancer qui récolte quatre millions d'euros. Elle devient une ambassadrice de l'association et fait d'autres émissions de collectes de dons.
En 2003, elle crée sa propre société de production TeeVee Produktions qui prend en charge Willkommen bei Carmen Nebel.